# 阿巴里
阿巴里亦有記為阿猫里、阿吧哩，是台灣民間傳說中的一名鄒族頭目。據說漢人所稱阿里山的名字便是源自於他，然此阿里山一名由來的說法與現存文獻史料並不吻合。

## 傳說
傳說中阿巴里是達邦社的一名頭目，生活在18世紀中期（1750年代），由於他勇敢而擅長打獵，每次帶族人進入山中狩獵時都可以有大量收穫，族人視他為英雄，漢人因此稱此地為阿巴里或阿巴邑山，最後直稱阿里山。

## 阿巴里的史料
史料中有關「阿巴里」的記載，1719年吳鳳與「阿里山土官阿猫里」（台語猫音，與va不同）簽訂贌租契約，贌租原屬鄒族伊母祝群（imucu）盧麻產社（或）所有的番仔潭（今竹崎鄉灣橋附近，轉音稱鹿滿村），1788年以後，同音的「阿吧里」亦幾次出現在贌租契約上（應為不同一人）；:138-1431788年與1790年「阿里山總社」「番頭目阿吧哩」等人因協助平定林爽文事件被兩次安排前往北京為乾隆商壽；久美部落社群（鹿楮社）族人流傳  頭目兩度渡海出征，從敵人（疑為皇帝）拯救兄弟的傳說，而現今久美部落故頭目的夫人仍保存據稱當時乾隆所賞賜的「龍袍」。:6-10另外，1886年，嘉義前山大南勢上下八社社長「阿巴里」等一千七百餘人歸化，但無法確定這些社群是否和鄒族有關。而在這些記載之前皆早有「阿里山」一名。

## 阿里山名稱的史料
現代流傳阿里山一名來自鄒族頭目之名「阿里」的說法，最早始於1967年出版的《嘉義縣志》，引述自當時在戰後來台的吳鳳鄉阿里山林場技師柳竹青的說法，後來又出現了另一個頭目「阿巴里」的說法。

### 反駁
研究者研究阿巴里與阿里山之名的傳說，認為這項傳說與現存文獻史料並不吻合，2003年生態學者陳玉峰教授撰文斥責此說為「漢人創造想像的神話」：
- 荷蘭文獻中與阿里山音近的記載最早出現在1630年代，1636年尤羅伯在寫給阿姆斯特丹評議會的書信中，記述了離新港北方兩天路程，哆囉嘓（今台南白河、東山一帶）以北，有稱為[註 1]的村落（記錄在、等村落之間，漢譯他里霧、打，今雲林斗南、嘉義民雄）；[6]:2511647年的鄒族村落戶口表及包稅統計表中有社群的記錄，[3]:124-126另有、等不同拼法的記載，在現今阿里山外面的平地或淺山標示，《熱蘭遮城日記》第二冊記載「阿里山又名『斗六東』」，原文為。以上荷蘭文獻原始史料中「阿里山」的名稱中有山，但指的是平地或淺山，並不是指內山，「阿里山」此詞的三字俱為音譯，並不是名叫「阿里」的山。荷蘭文獻也有記載鄰近的諸羅山，也位在平地，其山字也是音譯。[7]:116-121
- 漢字文獻在1680年代即已出現阿里山，清國攻克鄭氏之後，在台灣置府的1684年，《福建通志》〈台灣府三縣圖〉在諸羅縣治右上（東南）方的平地處標示「啞里山」；[8]次年1685年起始編撰的《台灣府志》，在〈坊里〉、〈敘山·諸羅縣山〉等章節有「阿里山社」、「阿里山八社」的記載；1694年《台灣府志》高志增修〈台灣府總圖〉在諸羅縣治右上方的平地處標示「阿里山」；[7]:44-45[9]推定為1699–1704年調製的《康熙台灣輿圖》，國立台灣博物館藏網站的〈古今地圖對照〉有標示「啞里社」在今阿里山鄉（此輿圖在後壠社東側另有標示「啞里山社」，疑與今阿里山無關）；[10]推定1697–1722年調製的《艾渾、羅刹、台灣、蒙古軍備圖》，在台灣的圖幅中，諸羅縣治右（南）方的平地處標示「呵里山」；[11]而1716年啟撰的《諸羅縣志》所附地圖「阿里山」標示在玉山西南側、諸羅縣治東南側的淺山。[12]以上荷文與漢文史料皆跟傳說中阿巴里的年代對不上。
- 相關史料中有關「阿巴里」的記載，有1719年「阿里山土官阿猫里」簽訂的贌租契約；[3]:138-143有1788年與1790年「阿里山總社」「番頭目阿吧哩」等人因協助平定林爽文事件被兩次安排前往北京為乾隆商壽；[4]:6-10這些記載都不是達邦社。另有1886年受官方招降的原住民族頭目之一。
- 過去阿里山並非達邦社的獵場，而是特富野社，且各自的獵場有明顯區分。雖達邦社在十九世紀以後的文獻記載勢力強盛，然已有阿里山一名存在的荷蘭文獻中記錄的達邦社，當時勢力並不強盛。[3]:123而實際租約中的阿猫里是伊姆祝群，流傳  頭目兩次渡海出征的傳說是在  社群（鹿楮社）。
- 世代贌租阿里山一帶入墾的漢人後代並沒聽過這則傳說，也沒有方法可以解釋清治的「阿巴里」如何轉變為早在荷治時即存在的「阿里山」一名的原因。
- 族人並不稱此地為阿里山。

另外，過去所指稱的「阿里山」並不是山，跟現在的阿里山區位置不同，而是靠近平地的淺山區。綜上所述，將阿巴里的傳說連結到阿里山的命名，很有可能只是不明白鄒族文化的漢人道聽塗說而記載下來的。

### 其他說法
關於阿里山名字的來源，另有說法認為是日治時期時，阿里山屬於一個名叫「A-buy」的高氏族人（即白色恐怖受難者高一生的先祖）獵場，並且被日本人口誤說成「阿巴里」，阿里山也就被稱為「阿巴里的山」，但這個說法同樣有阿巴里傳說與現存史料文獻不吻合的問題。
阿里山名字來源，目前主要的說法來自日治時1938年出版的《台灣地名研究》，安倍明義記述阿里山來源已不可考，但自行猜測「阿里」可能為清初台灣府城南側、鳳山以南東側內山族群的通稱「傀儡」，為當地平埔族（馬卡道族）稱呼山上的原住民為「Kali」台語音譯Kale的K音脫落，變成阿里山的名字，但許多學者都不同意此猜測。2011年鄒族學者（考試委員巴蘇亞·博伊哲努教授，漢名浦忠成）發表論文〈阿里山在哪裡？阿里山認知差異初探〉論述，台語「傀儡」（Kale）早在清初以前就是指鳳山以南東側內山族群的通稱，與阿里山遠在台灣府城北側兩天路程相差過遠，兩者也都早被列為「歸化生番」，不太會混淆。例如1855年劉家謀《海音詩》即清楚區分南到北傀儡社、阿里山十八社番、王字頭（泰雅族）。而鄒族對此山區早以（意為松樹之地）名之。:116-121除了現在台語中還保有「Kali」的音外，捨棄K音確也是台灣原住民語方言變化的常態之一，然此說亦無法與荷蘭、清初文獻阿里山的記載吻合。